# Chronologie der schottischen Kinder- und Jugendliteratur
Diese Chronologie der schottischen Kinder- und Jugendliteratur soll einen Überblick über wichtige Ereignisse in der Geschichte der Kinder- und Jugendliteratur Schottlands bieten. Die schottische Literatur umfasst Arbeiten in englischer, schottisch-englischer, schottisch-gälischer Sprache und in Scots.
Erfasst sind vor allem Veröffentlichungen wichtiger Kinder- und Jugendbücher, d. h. von Büchern, die entweder vom Publikum, von der Buchkritik oder von der Literaturwissenschaft stark beachtet worden sind. Unter der Bezeichnung „Kinder- und Jugendbücher“ werden dabei nicht nur solche Arbeiten verstanden, die von vornherein für junge Leser gedacht waren, sondern auch „kind-“ und „jugendgerechte“ Bearbeitungen von Büchern, die ursprünglich für andere Zielgruppen geschrieben worden sind.
Berücksichtigt sind daneben auch Einzelereignisse aus dem Gesamtumfeld der schottischen Kinder- und Jugendliteratur wie z. B. die Gründung wichtiger Kinderbuchverlage oder die Stiftung von Literaturpreisen.

## 19. Jahrhundert
- 1848 – R. M. Ballantyne: Hudson Bay; or, Everyday Life in the Wilds of North America
- 1856 – R. M. Ballantyne: The Young Fur Traders
- 1857 – R. M. Ballantyne: Coral Island
- 1857 – R. M. Ballantyne: The Dog Crusoe
- 1857 – R. M. Ballantyne: Ungava: a Tale of Esquimaux Land
- 1859 – R. M. Ballantyne: The World of Ice
- 1860 – R. M. Ballantyne: Martin Rattler; or, a Boy's Adventures in the Forests of Brazil
- 1861 – R. M. Ballantyne: The Gorilla Hunters
- 1876 – Mary Louisa Molesworth: Carrots: Just a Little Boy
- 1878 – Mary Louisa Molesworth: Grandmother Dear
- 1879 – Mary Louisa Molesworth: The Tapestry Room
- 1881 – Mary Louisa Molesworth: Hoodie
- 1881 – Mary Louisa Molesworth: The Adventures of Herr Baby
- 1883 – Robert Louis Stevenson: Die Schatzinsel (Treasure Island)
- 1884 – Mary Louisa Molesworth: Christmas Tree Land
- 1885 – Robert Louis Stevenson: A Child's Garden of Verses
- 1886 – Robert Louis Stevenson: Kidnapped
- 1893 – Robert Louis Stevenson: Catriona
- 1895 – Mary Louisa Molesworth: The Carved Lions

## 20. Jahrhundert
- 1974 – Mollie Hunter: Der Wehrturm (The Stronghold)
- 1994 – Theresa Breslin: Whispers in the Graveyard
- 1996 – Erstmalige Verleihung des Angus Book Award für fiktionale Jugendliteratur